# 西宮市立甲武中学校
西宮市立甲武中学校（にしのみやしりつ こうぶちゅうがっこう）は、兵庫県西宮市樋ノ口町にある公立中学校。

## 沿革
- 1975年（昭和50年）4月1日 - 西宮市立甲武中学校創立。

## 校区
- 西宮市立樋ノ口小学校
- 西宮市立段上小学校
- 西宮市立段上西小学校

## 部活動

### 運動部
- 野球部
- 陸上競技部
- サッカー部
- 女子バレーボール部
- ソフトテニス部
- バスケットボール部
- 水泳部
- 卓球部
- 柔道部

### 文化部
- 吹奏楽部
- 生活部
- 理数研究部
- ESS部
- 広報部
- 美術部

## 交通アクセス
- 阪急今津線 門戸厄神駅より1.2km

## 通学区域が隣接している学校
- 西宮市立瓦木中学校
- 西宮市立甲陵中学校
- 宝塚市立宝塚第一中学校
- 宝塚市立高司中学校
- 伊丹市立天王寺川中学校
- 尼崎市立常陽中学校
- 尼崎市立武庫中学校